# Svjetski kup u softbolu za žene
Svjetski kup u softbolu za žene je svjetsko softbolsko natjecanje pod koje se održava pod krovom Amaterskim softbolskim udruženje. 
Sudionice igra juse po sustavu "svatko sa svatkim", a sudjeluje šest djevojčadi. Svaka djevojčad igra sa svakim po jedanput, a dvije djevojčadi s najboljim rezultatima odigravaju završnični susret, pobjednice kojeg su pobjednice cijelog natjecanja.

## Dosadašnja natjecanja
- 2007.:  SAD 3:0  Japan
- 2006.:  SAD 5:2  Japan
- 2005.:  Japan 3:1  SAD

## Vanjske poveznice
- Službene stranice ASA-e  Arhivirana inačica izvorne stranice od 26. srpnja 2007. (Wayback Machine)